# 鉻鉀礦
鉻鉀礦（英語：Lópezite）是重鉻酸鉀的礦物形式，化學式為K2Cr2O7。它以三斜晶系結晶。
它作为硝酸鹽矿石中罕见的矿洞填充物，与鉻鉀石、碘鉻鉀石（dietzeite）和鈉硼解石一起出现。
鉻鉀礦於1937年首次在智利伊基克省發現，並以智利採礦工程師 Emiliano López Saa（1871-1959）的名字命名。
用於出售的大多數鉻鉀礦是人工生產的。合成品種也會表現出單斜晶系。